# Três tigres tristes
Pour plus de détails, voir Fiche technique et Distribution.
Três tigres tristes (Trois tigres tristes en portugais) est un film brésilien  réalisé par Gustavo Vinagre, sorti en 2022 au cinéma.

## Synopsis
Dans un futur proche, à São Paulo, une épidémie s'est déclarée avec un virus qui fait perdre la mémoire. Trois amis queer déambulent dans la ville désertée, et s'aident à garder les souvenirs de leurs amis atteints de sida.

## Fiche technique
- Scénario : Tainá Muhringer et Gustavo Vinagre
- Réalisation : Gustavo Vinagre
- Photographie : Cris Lyra
- Montage : Rodrigo Carneiro
- Musique : João Marcos de Almeida, Marco Dutra, Caetano Gotardo
- Date de sortie : 14 février 2022

## Distribution
- Isabella Pereira : Isabella
- Jonata Vieira : Jonata
- Pedro Ribeiro : Pedro
- Filipe Rossato : Filiril
- Gilda Nomacce : Dita
- Carlos Escher : Carlinhos
- Caetano Gotardo : Bubble Man
- Julia Katharine : Mãe
- Ivana Wonder : La femme à l'animalerie
- Cida Moreira : Mirta
- Hypnos Billy Bills : Intransmissível
- Everaldo Pontes : Omar
- Nilcéia Vicente : Suely Meiqui
- Inês Brasil: Elle-même

## Récompenses
- Teddy Award 2022[1]